# اس‌اس بالتیک (۱۸۷۱)
اس‌اس بالتیک (۱۸۷۱) (به انگلیسی: SS Baltic (1871)) یک کشتی بود. این کشتی در سال ۱۸۷۱ ساخته شد.